# IIHF's VM i inlinehockey
IIHF's verdensmesterskab i inlinehockey er en årligt tilbagevende begivenhed for mandlige inlinehockeylandshold, som er afviklet siden 1996. Mesterskabet arrangeres af International Ice Hockey Federation (IIHF).
Fédération Intenationale de Roller Sports (FIRS) afvikler et tilsvarende verdensmesterskab. Se FIRS' VM i inlinehockey.

## Afholdte mesterskaber
| VM      | Guld     | Sølv      | Bronze   | Hold | Værtsbyer              |
| ------- | -------- | --------- | -------- | ---- | ---------------------- |
| VM 1996 | USA      | Canada    | Finland  | ?    | Minneapolis, St. Paul  |
| VM 1997 | USA      | Canada    | Schweiz  | ?    | Anaheim                |
| VM 1998 | Canada   | USA       | Finland  | ?    | Anaheim                |
| VM 2000 | Finland  | Tjekkiet  | USA      | ?    | Hradec Králové, Choceň |
| VM 2001 | Finland  | USA       | Tjekkiet | ?    | Ellenton               |
| VM 2002 | Sverige  | Finland   | Tyskland | ?    | Nürnberg, Pfaffenhofen |
| VM 2003 | Finland  | Sverige   | USA      | ?    | Nürnberg, Amberg       |
| VM 2004 | USA      | Finland   | Sverige  | 16   | Bad Tölz               |
| VM 2005 | Sverige  | Finland   | USA      | ?    | Kuopio                 |
| VM 2006 | USA      | Sverige   | Finland  | 16   | Budapest               |
| VM 2007 | Sverige  | Finland   | Tyskland | 16   | Landshut, Passau       |
| VM 2008 | Sverige  | Slovakiet | Tyskland | 16   | Bratislava             |
| VM 2009 | Sverige  | USA       | Tyskland | 16   | Ingolstadt             |
| VM 2010 | USA      | Tjekkiet  | Sverige  | 16   | Karlstad               |
| VM 2011 | Tjekkiet | USA       | Canada   | 16   | Pardubice              |
| VM 2012 | Canada   | Tyskland  | Finland  | 16   | Ingolstadt             |
| VM 2013 | USA      | Sverige   | Canada   | 16   | Dresden                |
| VM 2014 | Finland  | Canada    | USA      | 16   | Pardubice              |
| VM 2015 | Canada   | Finland   | Sverige  | 16   | Tampere                |
| VM 2017 | USA      | Finland   | Tjekket  | 16   | Bratislava             |